# Smiskaret
Smiskaret är en tidigare tätort i Malviks kommun i Trøndelag fylke i mellersta Norge. Orten ligger vid fylkesväg 950, nordväst om kommunens centralort Hommelvik.
Sedan 2002 räknas bebyggelsen i orten som en del av tätorten Hommelvik.